# Cydonia (banda)
Cydonia es una banda de power metal con influencias del progressive metal, el thrash metal y el funk metal fundada en 1999 en Florencia, Italia. El nombre de la banda hace referencia a la zona de marte donde se encontró el monumento con forma de rostro humano.
Cydonia se formó en 1999, por el cantante Dan Keying y el bajista Trevor O'Neal, más tarde se unieron Pete Daniels (el guitarrista), Stefan Ray (batería) y Steve Sguario. En septiembre de 1999, Cydonia firmó por una promo en la compañía discográfica italiana Pick Up Records, ganándose la confianza del mánager de la discográfica, firmaron otra promo en la compañía europea de Metal Blade Records.
El 10 de abril del 2001 Cydonia editó su primer álbum, llamado Cydonia. Al distribuirse recibió una buena crítica en Europa, en Corea y en Japón. Su primer álbum cuenta con su canción más famosa: Land Of Life. En el 2003 Cydonia editó su segundo álbum llamado the dark flower.
- Datos: Q1090961